# Казарса-делла-Делиция
Казарса-делла-Делиция (итал. Casarsa della Delizia) — коммуна в Италии, располагается в регионе Фриули-Венеция-Джулия, в провинции Порденоне.
Население составляет 8546 человек (2008 г.), плотность населения составляет 419 чел./км². Занимает площадь 20 км². Почтовый индекс — 33072. Телефонный код — 0434.
Покровителями коммуны почитаются святой Рох и Дева Мария Розария, празднование 7 октября.

## Демография
Динамика населения:

## Администрация коммуны
- Официальный сайт: http://www.comune.casarsadelladelizia.pn.it/